# Martin Appelfeller
Martin Appelfeller (* 12. August 1921 in Meuselbach; † 1. April 2001 in Berlin) war ein deutscher Generalmajor des Ministeriums für Staatssicherheit (MfS) in der DDR und von 1975 bis 1986 Sektorenleiter des MfS im Zentralkomitee (ZK) der SED.

## Leben
Nach der Volksschule und der Ausbildung zum Maschinenarbeiter wurde der Arbeitersohn Martin Appelfeller 1940 zum Reichsarbeitsdienst und im April 1941 in die deutsche Wehrmacht eingezogen und kämpfte bis 1945 als Artillerie-Soldat im Zweiten Weltkrieg.
Nach Kriegsende bis 1946 arbeitete er als Maschinenarbeiter. Appelfeller wurde 1945 Mitglied der KPD und wurde mit der Zwangsvereinigung von SPD und KPD 1946 Mitglied der SED. Von 1946 bis 1948 war er Erfassungskontrolleur beim Rat des Kreises Rudolstadt und 1948/49 Bürgermeister von Meuselbach in Thüringen. 1949 ging Appelfeller zur Deutschen Volkspolizei (DVP) und wurde 1950 mit Bildung des Ministeriums für Staatssicherheit (MfS) in der DDR Angehöriger des MfS und war dort bis 1952 „operativer Mitarbeiter“.
Mit der Bildung der Bezirke in der DDR im Juli 1952 wurde Appelfeller Dienststellenleiter (Polit-Kultur-Leiter) und 1. Sekretär der SED-Kreisleitung der MfS-Bezirksverwaltung Gera. Er wurde 1954 als Offizier im besonderen Einsatz (OibE) der Staatssicherheit und politischer Mitarbeiter ins Zentralkomitee zur neugeschaffenen Sicherheitsabteilung abgeordnet. Von 1957 bis 1960 studierte er an der Parteihochschule Karl Marx der SED und erreichte das Diplom in Gesellschaftswissenschaften. Bis 1969 absolvierte er ein Fernstudium an der Juristischen Hochschule des MfS  und wurde Diplomjurist.
Von 1975 bis 1986 war Appelfeller Sektorenleiter des MfS in der Abteilung Sicherheitsfragen des Zentralkomitees der SED (Nachfolger von Fritz Renckwitz). Am 1. Februar 1980 wurde Appelfeller vom Vorsitzenden des Nationalen Verteidigungsrates der DDR, Erich Honecker, zum Generalmajor ernannt. Mit Erreichen der Altersgrenze ging er 1986 in den Ruhestand.

## Auszeichnungen
- 1981: Vaterländischen Verdienstorden in Gold (DDR)
- 1986: Scharnhorst-Orden (DDR)